# Cocheren
Cocheren település Franciaországban, Moselle megyében. Lakosainak száma 3351 fő (2022. január 1.). Cocheren Béning-lès-Saint-Avold, Betting, Farébersviller, Folkling, Freyming-Merlebach, Morsbach, Rosbruck és Théding községekkel határos.

## Népesség
A település népességének változása:
| Lakosok száma | 4227 | 3544 | 3425 | 3352 | 3516 | 3528 | 3478 | 3380 | 3355 | 3351 |
|               | 1968 | 1982 | 1990 | 2006 | 2013 | 2015 | 2017 | 2019 | 2020 | 2022 |